# Martin Hattinger

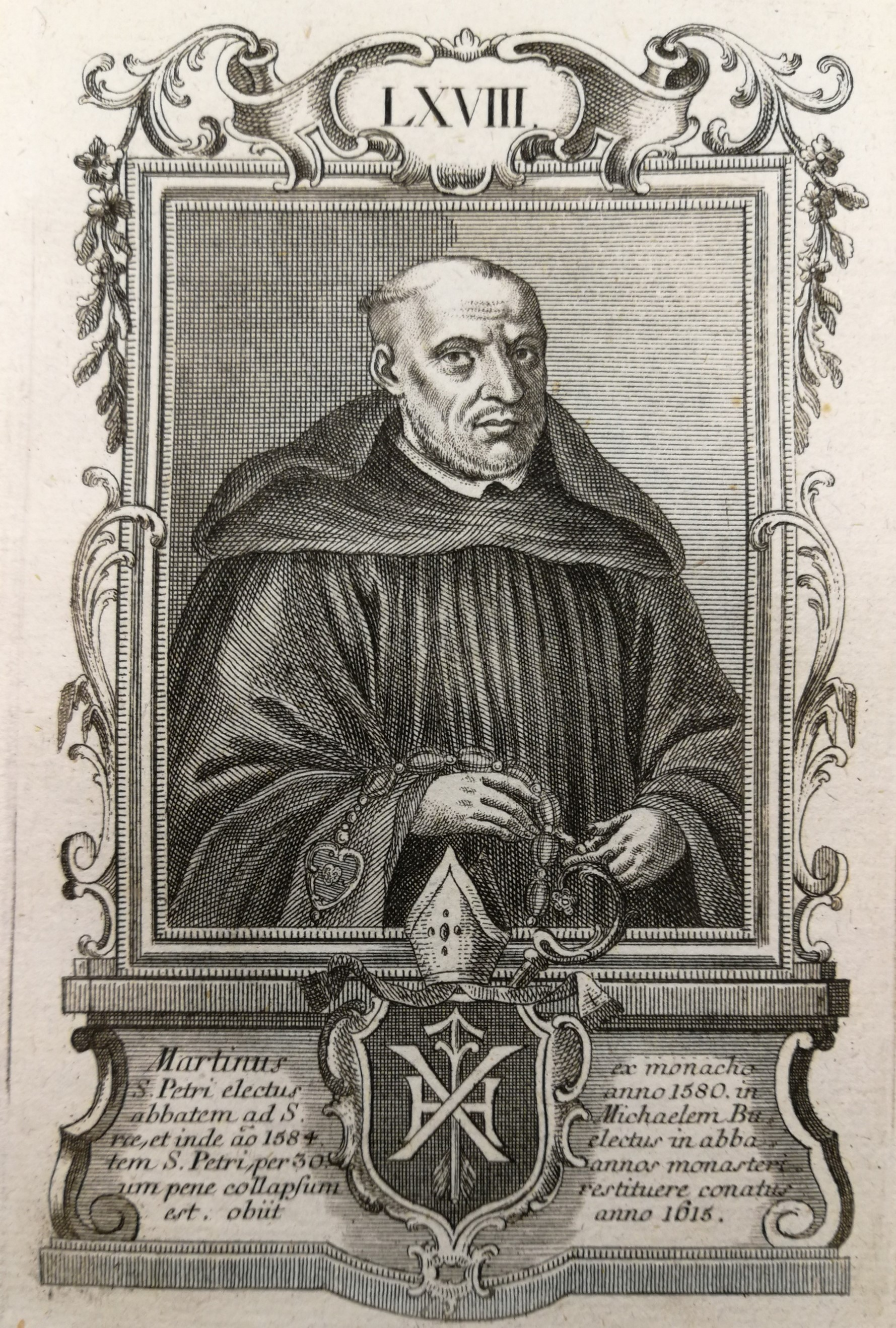
Abt Martin Hattinger, tonsuriert in Kukulle, mit Rosenkranz

Martin Hattinger OSB (* 1553 in Brünn; † 23. April 1615 in Salzburg) war Abt des Stiftes St. Peter in Salzburg.
Martin Hattinger wurde nach seiner Geburt in Brünn (Mähren) protestantisch getauft. Sein Vater war ein in Salzburg gebürtiger Weißgerber, sein Stiefvater der Stadtschreiber von Brünn. Seine Studien begann er in Wien und konvertierte dort am 1. April 1577 zum Katholizismus; sein geistlicher Vater war P. Johann Aschermann SJ. Später verschwieg Hattinger als Abt, dass er einst Protestant gewesen war.
Er wollte in der Abtei Tegernsee Benediktinermönch werden; auf der Reise nach Bayern lernte er die Abtei St. Peter in Salzburg kennen und trat dort ein. Am 27. April 1579 legte er die Feierliche Profess ab, im September wurde er zum Priester geweiht. Bereits im Februar 1580 wurde er zum Administrator des sittlich verfallenen Stiftes Michaelbeuern ernannt. Nach vier Jahren der erfolgreichen Verwaltung und Führung des Klosters wurde er zur Sanierung des Stiftes St. Peter nach Salzburg gerufen. Der dortige Abt Andreas Graser hatte ein weltliches Leben geführt und sogar Spielschulden mit Klostereigentum bezahlt. Durch geschickte Immobilienverwaltung konnte der Konvertit aus Mähren die wirtschaftliche Lage von St. Peter sanieren.
Hattinger baute die Bibliotheksbestände aus, zerstörte allerdings zahlreiche Briefe von Martin Luther an Johannes Staupitz und Bücher aus dem lutherischen Umfeld, die über Staupitz bzw. andere in die Bibliothek von St. Peter gelangt waren. Hattinger war ein engagierter Chronist und Historiograph, schrieb Anleitungen für geistliche Exerzitien und sorgte für die Drucklegung eines monastischen Breviers.
Abt Martin war ein überaus asketisch gesinnter Klostervorsteher und musste von Erzbischof Wolf Dietrich von Raitenau dazu überredet werden, den Mönchen dreimal in der Woche Fleisch servieren zu lassen.
1598 wurde er (zusätzlich zur Führung von St. Peter) wieder Administrator von Michaelbeuern und leitete von diesem Zeitpunkt an bis 1613 zwei Klöster. Die letzten zwei Jahre seines Lebens widmete er sich allerdings ausschließlich dem Stift St. Peter.

## Literatur

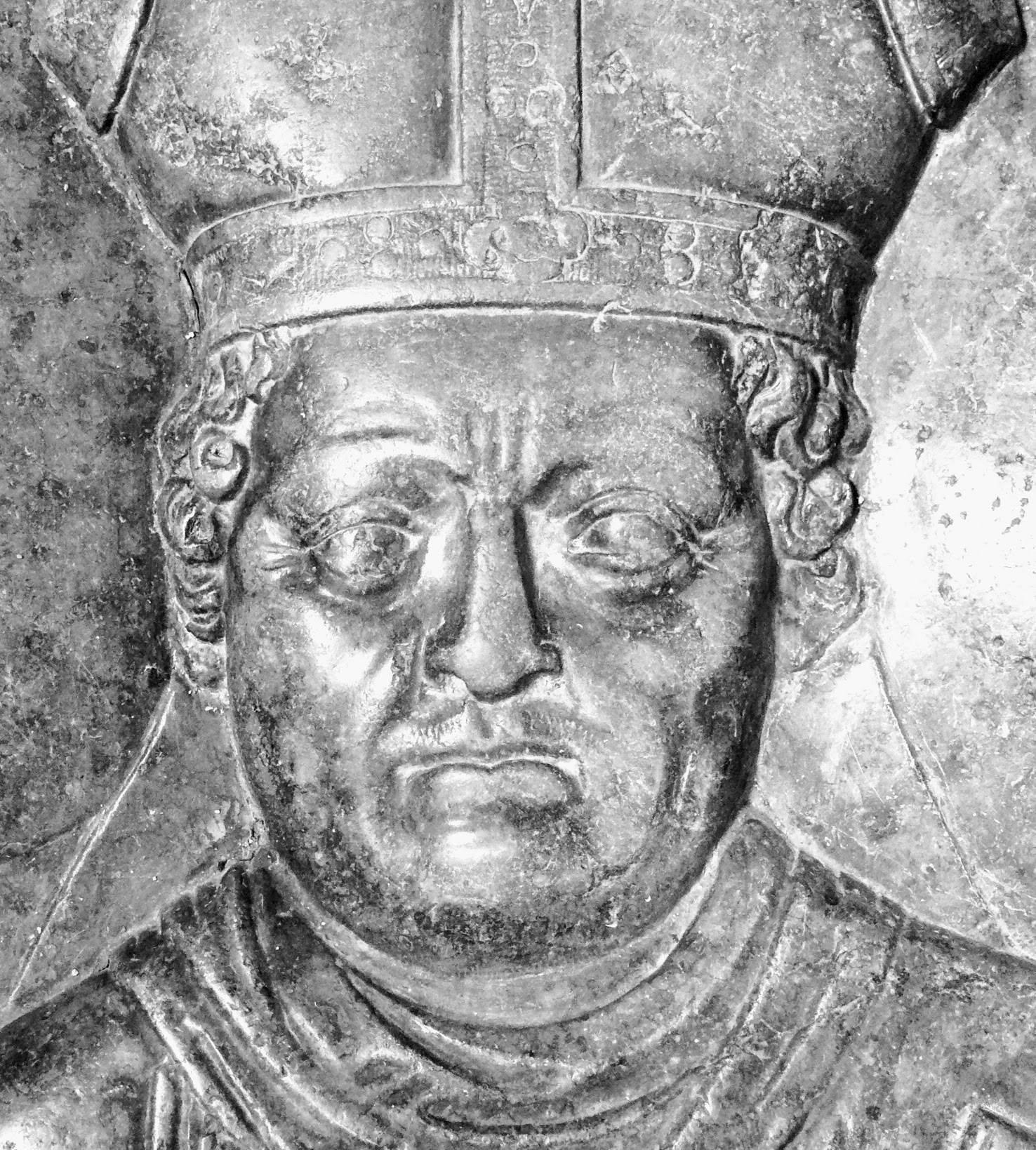
Hattingers Grabstein (Ausschnitt)